# إيف ديبا إيلونغا
إيف ديبا إيلونغا (بالفرنسية: Yves Diba Ilunga)‏ (ولد في 12 أغسطس 1987) هو لاعب كرة قدم كونغولي ديمقراطي دولي.

## المسيرة الرياضية مع المنتخب

### الأهداف الدولية
التسجيل والنتائج لمنتخب جمهورية الكونغو الديمقراطية أولا.
| الرقم | التاريخ        | الملعب                                             | الخصم     | التسجيل | النتيجة | المنافسة                                                |
| ----- | -------------- | -------------------------------------------------- | --------- | ------- | ------- | ------------------------------------------------------- |
| 1.    | 11 أغسطس 2010  | ستاد القاهرة الدولي، القاهرة، مصر                  | مصر       | 1–1     | 3–6     | ودية                                                    |
| 2.    | 9 أكتوبر 2010  | ملعب رومدي أدجيا، غاروا، الكاميرون                 | الكاميرون | 1–0     | 1–1     | تصفيات كأس الأمم الأفريقية لكرة القدم 2012              |
| 3.    | 17 نوفمبر 2010 | ملعب روجيه روشار, إفرو، فرنسا                      | مالي      | 1–0     | 1–3     | ودية                                                    |
| 4.    | 27 مارس 2011   | ملعب الشهداء، كينشاسا، جمهورية الكونغو الديمقراطية | موريشيوس  | 3–0     | 3–0     | تصفيات كأس الأمم الأفريقية لكرة القدم 2012              |
| 5.    | 5 يونيو 2011   | ملعب أنجالاي، بيل فو موريل، موريشيوس               | موريشيوس  | 1–1     | 2–1     | تصفيات كأس الأمم الأفريقية لكرة القدم 2012              |
| 6.    | 15 نوفمبر 2011 | ملعب الشهداء، كينشاسا, جمهورية الكونغو الديمقراطية | إسواتيني  | 1–0     | 2–0     | تصفيات كأس العالم لكرة القدم 2014 – أفريقيا الدور الأول |